# Tōkai
Tōkai (japanska: 東海地方?, Tōkai-chihō) är ett område på ön Honshū i Japan. Det anses normalt bestå av prefekturerna Shizuoka, Aichi och Gifu i Chūbu-regionen samt Mie i Kansai-regionen. Namnet betyder Östra havet och syftar på den gamla färdleden Tōkaidō från nuvarande Tokyo till Kyoto som går genom området. Området har cirka 15 miljoner invånare.

## Geografi och näringsliv
Området domineras av storstadsområdet Chūkyō kring Nagoya. Chūkyō är starkt industrialiserat och det började i mitten av 1800-talet med textilindustri. På 1930-talet tillkom bilindustrin med Toyota i spetsen. Stålindustrin och kemiindustrin växte kraftigt under 1960-talet och tidigt 1970-tal. Den industrin krävde tillgång till hamnar och lokaliserades därför runt Isebukten. I den östra delen av Tōkai, Shizuoka prefektur, baserades industrin på de lokala skogsresurserna, bland annat tillverkning av musikinstrument. Under andra världskriget ställdes denna industri om för militära ändamål och efter kriget kunde företag som Yamaha och Suzuki utnyttja den kunskapen som byggts upp i området under kriget.

## Klimat
Området ligger vid Stilla havet och har varmt sommarväder med kraftiga regn på grund av närheten till Kuroshio-strömmen. Delar av området är frostfria och har milda vintrar.

## Kommunikationer
JR Tōkai, på engelska kallat JR Central, är det dominerande järnvägsföretaget för persontrafik i området. Bolaget driver bland annat Tōkaidō Shinkansen som går genom Shizuoka, Aichi och Gifu prefekturer på sin väg mellan Tokyo och Osaka.  
Den största flygplatsen i området är Chūbu Centrairs internationella flygplats sydväst om Nagoya.